# Верхняя Тыжма
Верхняя Тыжма — деревня в Кизнерском районе Удмуртии, входит в Верхнебемыжское сельское поселение. Находится в 16 км к востоку от Кизнера, в 32 км к юго-западу от Можги и в 107 км к юго-западу от Ижевска. Расположена на левом берегу реки Тыжма.